# Liste der Kulturdenkmale in Stiebitz

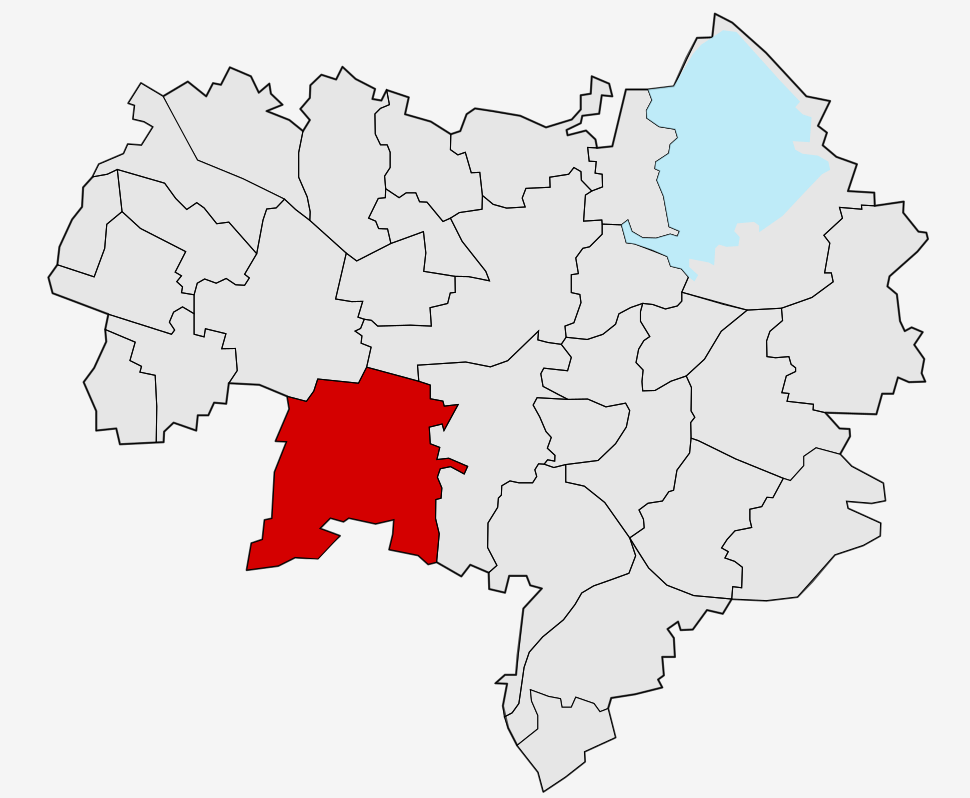
Lage von Stiebitz in Bautzen

In der Liste der Kulturdenkmale in Stiebitz sind die Kulturdenkmale des Bautzener Ortsteils Stiebitz  verzeichnet, die bis März 2018 vom Landesamt für Denkmalpflege Sachsen erfasst wurden (ohne archäologische Kulturdenkmale). Die Anmerkungen sind zu beachten.

## Liste der Kulturdenkmale in Stiebitz
| Bild                                    | Bezeichnung                                                     | Lage                                                                         | Datierung                 | Beschreibung | ID       |
| --------------------------------------- | --------------------------------------------------------------- | ---------------------------------------------------------------------------- | ------------------------- | --- | -------- |
|                                         | Wohnhaus (ehemalige Wasserburg)                                 | Alt-Rattwitz 17 (Karte)                                                      | Vor 1900                  | Bau- und ortsgeschichtlich von Bedeutung. Seitenbetonung durch holzverkleideten Dreiecksgiebel; Erker, darüber Balkon; reiche Dachlandschaft, hohe Esse; Wasserburg (auf Sumpf gebaut), früher Gesindehaus mit Ställen, evtl. zum Rittergut gehörend; nach 1900 Veränderungen. | 09251397 |
|                                         | Herrenhaus (Einzeldenkmal zu ID-Nr. 09300992)                   | Alt-Rattwitz 20 (Karte)                                                      | 1890                      | Einzeldenkmal der Sachgesamtheit Rittergut Rattwitz; baugeschichtlich und ortsgeschichtlich von Bedeutung. Symmetrischer Baukörper; im ersten Obergeschoss Balkon mit Balustrade auf Säulen; Fenster mit Schlussstein und Bekrönungen; Mittelbetonung durch Giebel mit Medaillon (Initialen R.F.A.); vorgezogener Eingangsbereich, seitlich großes, rundbogiges Farbglasfenster; leichter Stuck in der Vorhalle; seitliches Dreifachfenster mit rundbogiger Bekrönung mit Initialen (I), links Eichenblätter, rechts Misteln. Das auf einer Anhöhe stehende Herrenhaus mit Mansardwalmdach, um 1890. Schlichtes Segmentbogenportal; die Sandsteingewände der Fenster mit Ohrenrahmung und Schlussstein, verschiedene Verdachungen. Die Gartenfassade mit dreiachsigem Mittelrisalit und Altan. Von der weiträumigen Anlage noch Scheunen und Stallungen sowie ein Park erhalten. | 09251395 |
| Weitere Bilder                          | Königlich-Sächsische Meilensteine (Sachgesamtheit); Meilenstein | Dresdener Straße (Karte)                                                     | 19. Jahrhundert           | Halbmeilenstein zum Kilometerstein umgearbeitet, verkehrshistorisch von Bedeutung | 09250199 |
|                                         | Rittergut und Gutspark Rattwitz (Sachgesamtheit)                | Hofweg 1, 1a, 2, 3, 4, 5, 6 (Alt-Rattwitz 18, 20, Neue Siedlung 24a) (Karte) | 2. Hälfte 19. Jahrhundert | Sachgesamtheit ehemaliges Rittergut Rattwitz mit dem Herrenhaus (Einzeldenkmal, siehe Obj. 09251395), dem Park mit Teich (Gartendenkmal) und dem Wirtschaftshof mit sämtlichen Gebäuden (ehemalige Scheunen, Stallungen und Gesindewohnhäuser) sowie Resten der Einfriedung (Sachgesamtheitsteile) und Garagenbau mit integrierter Laube und weitere Garage im Hof [Störelemente]; bau- und ortsgeschichtliche Bedeutung. Das 1890 errichtete Herrenhaus befindet sich nördlich des Gutshofes auf einer Anhöhe und besitzt dadurch einen hervorragenden Blick über das gesamte Gut. Südlich und westlich des Herrenhauses erstreckt sich ein kleiner landschaftlich gestalteter Garten, unterhalb des Herrenhauses befindet sich ein durch den Jordanbach gespeister Teich mit wertvollem Altbaumbestand. Hervorzuheben ist ein riesiger Mammutbaum in der Nähe des Teiches. Unterhalb (südlich) des Herrenhauses erstreckt sich Park und Teich und altem Baum- und Gehölzbestand als Gartendenkmal. Ebenfalls südlich des Herrenhauses ehemaliger Wirtschaftshof mit ehemaligen Stallungen und Scheunengebäuden und Reste der Einfriedung, die Wirtschaftsgebäude sind heute zum Teil stark verändert und für Wohnzwecke umgebaut. | 09300992 |
| Weitere Bilder                          | Fasanerie eines ehemaligen Rittergutes                          | Neukircher Straße 10 (Karte)                                                 | Mitte 19. Jahrhundert     | Ortshistorisch und baugeschichtlich von Bedeutung. - Fasanerie: kleiner langgestreckter Putzbau in ausgeprägten Neobarockformen, darin alte Käfiganlage erhalten - Herrenhaus: zweistöckiger Putzbau mit Mansarddach, Eingang in offener Vorhalle im Seitenrisalit; Fenster in Originalgröße, bezeichnet mit 1853; zur Straßenseite betonter Mittelrisalit; Herrenhaus im ersten Quartal 2013 abgebrochen - Älteres Nebengebäude (Mitte 19. Jahrhundert) zum Teil aus Haustein, großes Scheunentor, Satteldach mit altem Blitzableiter; neueres Seitengebäude (um 1910): massiv, zweistöckig, mit Anbau; die zwei Gebäude wurden nach 1997 abgebrochen (Nr. 11 und 12). | 09250431 |
| Direkt Bild zu diesem Denkmal hochladen | Bahnwärterhaus                                                  | Neukircher Straße 23 (Karte)                                                 | Um 1900                   | Weitgehend original erhalten, von baugeschichtlicher Bedeutung, eingeschossiger roter Klinkerbau mit Drempel und Satteldach mit Dachüberstand und rückseitiger Abschleppung, Gliederung mit Ecklisenen und Zahnschnittfries unter dem Drempel, Natursteinsockel mit liegenden Kellerfenstern (Sandsteingewände) und Sandsteinfensterbänke an stehenden rechteckigen zweiflügeligen Fenstern | 09304634 |
| Direkt Bild zu diesem Denkmal hochladen | Wohnhaus im Heimatstil mit Nebengebäude in offener Bebauung     | Rattwitzer Straße 8 (Karte)                                                  | Um 1930/1935              | Baugeschichtlich von Bedeutung, überdachter Eingang mit Treppenaufgang, Fensterläden, spitzes Dach, Klinkersockel | 09251394 |

## Tabellenlegende
- Bild: Bild des Kulturdenkmals, ggf. zusätzlich mit einem Link zu weiteren Fotos des Kulturdenkmals im Medienarchiv Wikimedia Commons. Wenn man auf das Kamerasymbol klickt, können Fotos zu Kulturdenkmalen aus dieser Liste hochgeladen werden:
- Bezeichnung: Denkmalgeschützte Objekte und ggf. Bauwerksname des Kulturdenkmals
- Lage: Straßenname und Hausnummer oder Flurstücknummer des Kulturdenkmals. Die Grundsortierung der Liste erfolgt nach dieser Adresse. Der Link (Karte) führt zu verschiedenen Kartendiensten mit der Position des Kulturdenkmals. Fehlt dieser Link, wurden die Koordinaten noch nicht eingetragen. Sind diese bekannt, können sie über ein Tool mit einer Kartenansicht einfach nachgetragen werden. In dieser Kartenansicht sind Kulturdenkmale ohne Koordinaten mit einem roten bzw. orangen Marker dargestellt und können durch Verschieben auf die richtige Position in der Karte mit Koordinaten versehen werden. Kulturdenkmale ohne Bild sind an einem blauen bzw. roten Marker erkennbar.
- Datierung: Baubeginn, Fertigstellung, Datum der Erstnennung oder grobe zeitliche Einordnung entsprechend des Eintrags in der sächsischen Denkmaldatenbank
- Beschreibung: Kurzcharakteristik des Kulturdenkmals entsprechend des Eintrags in der sächsischen Denkmaldatenbank, ggf. ergänzt durch die dort nur selten veröffentlichten Erfassungstexte oder zusätzliche Informationen
- ID: Vom Landesamt für Denkmalpflege Sachsen vergebene, das Kulturdenkmal eindeutig identifizierende Objekt-Nummer. Der Link führt zum PDF-Denkmaldokument des Landesamtes für Denkmalpflege Sachsen. Bei ehemaligen Kulturdenkmalen können die Objektnummern unbekannt sein und deshalb fehlen bzw. die Links von aus der Datenbank entfernten Objektnummern ins Leere führen. Ein ggf. vorhandenes Icon  führt zu den Angaben des Kulturdenkmals bei Wikidata.

## Ausführliche Denkmaltexte
1. ↑  Rittergut und Gutspark Rattwitz:
  - Alt-Rattwitz 18: ehemals Scheune, heute noch als solche erhalten
  - Altrattwitz 20: Herrenhaus
  - Hofweg 1, 1a: ehemals Wirtschaftsgebäude, heute zum Wohnhaus umgebaut
  - Hofweg 2 und 4: ehemals vermutlich Gesindehaus, heute zum Doppelwohnhaus umgebaut
  - Hofweg 3: ehemals Wirtschaftsgebäude, heute zum Wohnhaus umgebaut
  - Hofweg 5: ehemals Scheune, heute zum Wohnhaus umgebaut
  - Hofweg 6: Wohn- und Wirtschaftsgebäude, heute noch als solches erhalten
  - Neue Siedlung 24a: ehemaliges Wohn- und Wirtschaftsgebäude, heute zum Wohnhaus umgebaut
  - Störelemente: Garage und Laube im Hof

Beschreibung des Gartendenkmals Gutspark Rattwitz (Silke Epple, 19. August 2008):
  - Gartenteile: landschaftlich gestalteter Garten südlich und westlich des Herrenhauses, Teich mit Gehölzbestand südlich des Herrenhauses
  - Bauliche Schutzgüter:
    - Gebäude: Herrenhaus (Einzeldenkmal), Wirtschaftshof mit Scheunen und Stallungen (Sachgesamtheitsteile)
    - Erschließung:
      - Zugänge: von Süden Zufahrt vom Hofweg über ehemaligen Wirtschaftshof
      - Wegesystem: westlich des Herrenhauses Rundweg mit ehemals wassergebundener Decke erkennbar

  - Wasserelemente: durch den Jordanbach gespeister Teich südlich des Herrenhauses
  - Vegetation:
    - Baumgruppen und Einzelbäume: Altbaumbestand an der Uferkante des Teiches, v. a. Linden (Tilia spec.), Blut-Buche (Fagus sylvatica f. purpurea) im Zentrum des westlichen Gartens sowie Obstgehölze, mächtiger Riesen-Mammutbaum (Sequoiadendron giganteum) am Abzweig des nach Nordwesten abbiegenden Hofweges zum Herrenhaus
    - Hecken und Sträucher: ehemals geschnittene Hecke aus Hainbuche (Carpinus betulus) südlich des Herrenhauses

  - Sonstige Schutzgüter:
    - Bodenrelief: nach Süden hin abfallendes Gelände, Herrenhaus befindet sich oberhalb des Guthofes, Stützmauer aus Bruchstein unterhalb des Herrenhauses (in Kombination mit oben genannter Hainbuchen-Hecke)
    - Blickbeziehung: vom Herrenhaus über den gesamten Gutshof